# Старовижівська селищна територіальна громада
Старовижівська селищна територіальна громада — територіальна громада в Україні, у Ковельському районі Волинської області. Адміністративний центр — селище Стара Вижівка.
Площа громади — 324,03 км², населення — 10 987 мешканців (2018).
Утворена 11 липня 2018 року шляхом об'єднання Старовижівської селищної ради та Галиновільської, Мизівської, Нововижвівської, Поліської, Седлищенської сільських рад Старовижівського району.

## Населені пункти
До складу громади входять 1 селище (Стара Вижівка) і 16 сіл: Борзова, Брідки, Брунетівка, Галина Воля, Мельники, Мизове, Нова Вижва, Поліське, Рудка, Седлище, Смолярі, Стара Гута, Сукачі, Хотивель, Чевель та Черемшанка.

## Географія
Територією громади протікає річка Вижівка.